# Хоспиталци
Витезови Хоспиталци, такође познати као Јовановци, Малтешки витезови, Витезови са Родоса, и Малтешки каваљири; француски: Ordre des Hospitaliers) је удружење које је почело као болница основана у Јерусалиму 1023. године да би се старала о сиромашним и болесним ходочасницима у Светој земљи. Болница је постајала и пре тога, тачније од 603. године када је Папа Гргур I наредио равенском опату Пробу да изгради болницу у Јерусалиму, да би око 800. године Карло Велики проширио болницу и додао јој библиотеку. Неких 200 година касније, 1009. године фатимидски калиф Ел Хаким би Амр Алах је током напада на град уништио болницу. 1023. године калиф одобрава молбу италијанским трговцима из Амалфија и Салерна да обнове порушену болницу.
Након освајања Јерусалима 1099. у Првом крсташком рату папском повељом постали су верски и витешки ред како би се старали и бранили Свету земљу. Званично је признат 15. фебруара 1113. године у папској були. После губитка хришћанске територије у Светој земљи, Ред је деловао са Родоса где је имао сувереност, а касније са Малте где је био вазална држава под шпанском вицекраљевином Сицилијом.

## Назив
Постоји више назива који су означавали овај витешки ред.
- Јовановци је назив који су добили због цркве Светог Јована уз коју су подигли болницу.
- Хоспиталци је назив који су добили због тога што су основали болницу у Јерусалиму у у којој су лечили рањене и болесне.
- Малтешки витезови је назив који су добили када су се преселили на Малту.

## Грб
- Носили су црну одору на којој је био бели крст, који подсећа на гвоздени крст, што је био и њихов грб, по коме су били препознатљиви све време средњег века.
- Након селидбе на Малту, променили су грб који је и данас у употреби. Чини га сребрни (argent) малтешки крст на црвеном (gules) штиту.

## Историјат
После пада Јерусалима, 1187. године, прелазе на Кипар, а потом на Родос. Када су Турци освојили Родос 1522, цар Светог римског царства Карло V их сели на Малту 1530. године. Након Велике опсаде 1565. године, на острву је подигнут нови град назван по великом мајстору витешког реда Жану де ла Валети; отуд Ла Валета или једноставно Валета. Наполеон I је на свом походу ка Египту освојио Малту 1798, након чега су витезови прешли у Рим.
Хоспиталци су били једна од најмањих група која је на кратко колонизовала делове Америке. Они су средином 17. века заузели четири карипска острва која су убрзо око 1660. године предали Француској.
За време рата 1885. између Краљевине Србије и Кнежевине Бугарске, Малтешки ред је донирао српским железницама санитетски воз од 10 кола, који је саобраћао на релацији Београд-Ниш.
Витезови су се поделили током протестантске реформације, када су богатије команде реда у северној Немачкој и Холандији постале протестантске и у великој мери се одвојиле од римокатоличке основе.

## Велики мајстори
- Благословени Жерар (The Blessed Gerard) (1099—1120)
- Рејмон де Пуј де Прованс (Raymond du Puy de Provence) (1120—1160)
- Оже де Балбен (Auger de Balben) (1160—1163)
- Арно де Ком (Arnaud de Comps) (1162—1163)
- Жилбер Десеји (Gilbert d'Aissailly) (1163—1170)
- Гастон де Мирол (Gastone de Murols) (око 1170—1172)
- Жилбер Сиријски (Gilbert of Syria) (1172—1177)
- Роже де Мулин (Roger de Moulins) (1177—1187)
- Ермангар Дасп (Hermangard d'Asp) (1187—1190)
- Гарнијер де Наплу (Garnier de Naplous) (1190—1192)
- Жофроа де Донжон (Geoffroy de Donjon) (1193—1202)
- Алфонс Португалски (Alfonse of Portugal) (1203—1206)
- Жофроа ле Рат (Geoffrey le Rat) (1206—1207)
- Герин де Монтеги (Guerin de Montaigu) (1207—1228)
- Бертран де Теси (Bertrand de Thessy) (1228—1231)
- Герин де Монтеги (Guerin de Montaigu) (1231—1236)
- Бертран де Комп (Bertrand de Comps) (1236—1240)
- Пјер де Вјел-Брид (Pierre de Vielle-Bride) (1240—1242)
- Жилом де Шатонеф (Guillaume de Chateauneuf) (1242—1258)
- Иги де Ревел (Hugues de Revel) (1258—1277)
- Никола Лорњ (Nicolas Lorgne) (1277—1284)
- Жан де Вилијер (Jean de Villiers) (1284—1294)
- Одон де Пин (Odon de Pins) (1294—1296)
- Жилом де Вилар (Guillaume de Villaret) (1296—1305)
- Фулк де Вилар (Foulques de Villaret) (1305—1319)
- Елион де Вилнев (Helion de Villeneuve) (1319—1346)
- Диедоне де Гонзо (Dieudonné de Gozon) (1346—1353)
- Пјер де Корнејан (Pierre de Corneillan) (1353—1355)
- Роже де Пин (Roger de Pins) (1355—1365)
- Рамон Беренже (Raymond Berenger) (1365—1374)
- Робер Жилијак (Robert de Juliac) (1374—1376)
- Хуан Фернандез Дередија (Juan Fernández de Heredia) (1376—1396)
  - Рикардо Караћоло (Riccardo Caracciolo) (1383—1395) супарнички велики мајстор
- Филибер де Нејак (Philibert de Naillac)(1396—1421)
- Антонио Флувијан де Ривијер (Antonio Fluvian de Riviere) (1421—1437)
- Жан де Ластик (Jean de Lastic) (1437—1454)
- Жак де Мили (Jacques de Milly) (1454—1461)
- Пјеро Раимондо Цакоста (Piero Raimondo Zacosta) (1461—1467)
- Ђовани Батиста Орсини (Giovanni Battista Orsini) (1467—1476)
- Пјер Добисон (Pierre d'Aubusson) (1476—1503)
- Емери Дамбоаз (Emery d'Amboise) (1503—1512)
- Ги де Бланшфорт (Guy de Blanchefort) (1512—1513)
- Фабрицио дел Карето (Fabrizio del Carretto) (1513—1521)
- Филип Вилијер де Лил-Адам (Philippe Villiers de L'Isle-Adam) (1521—1534)
- Пјеро де Понте (Piero de Ponte) (1534—1535)
- Дидије де Сен-Жеј (Didier de Saint-Jaille) (1535—1536)
- Хуан де Омедес и Коскон (Juan de Homedes y Coscon) (1536—1553)
- Клод де ла Сенгле (Claude de la Sengle) 1553—1557)
- Жан де ла Валет (Jean de la Vallette) (1557—1568)
- Пјер де Мон (Pierre de Monte) (1568—1572)
- Жан де ла Касјер (Jean de la Cassiere) (1572—1581)
- Иги Лубен де Вердај (Hugues Loubenx de Verdalle) (1581—1595)
- Мартин Гарзе (Martin Garzez) (1595—1601)
- Алоф де Вињакур (Alof de Wignacourt) (1601—1622)
- Луис Мендез де Васконсељос (Luís Mendes de Vasconcellos) (1622—1623)
- Антоан де Пол (Antoine de Paule) (1623—1636)
- Хуан де Ласкарис-Кастелар (Juan de Lascaris-Castellar) (1636—1657)
- Антоан де Редин (Antoine de Redin) (1657—1660)
- Анет де Клермон-Жесан (Annet de Clermont-Gessant) (1660)
- Рафаел Котоне (Raphael Cotoner) (1660—1663)
- Никола Котоне (Nicolas Cotoner) (1663—1680)
- Грегорио Карафа (Gregorio Carafa) (1680—1690)
- Адријен де Вињакур (Adrien de Wignacourt) (1690—1697)
- Рамон Перејо и Рокафил (Ramon Perellos y Roccaful) (1697—1720)
- Марк Антонио Цондадари (Marc'Antonio Zondadari) (1720—1722)
- Антонио Маноел де Вилена (Antonio Manoel de Vilhena) (1722—1736)
- Ремон Деспуј (Raymond Despuig) (1736—1741)
- Мануел Пинто де Фонсека (Manuel Pinto de Fonseca) (1741—1773)
- Франсиско Ксименес де Тексада (Francisco Ximenes de Texada) (1773—1775)
- Емануел де Роан-Полдик (Emmanuel de Rohan-Polduc) (1775—1797)
- Фердинанд фон Хомпеш цу Болхајм (Ferdinand von Hompesch zu Bolheim) (1797—1799)
- Павле I од Русије (Павел I Петрович) (1798—1801) де факто
- Ђовани Батиста Томази (Giovanni Battista Tommasi) (1803—1805)
  - Инико Марија Гевара-Суардо (Innico Maria Guevara-Suardo) (1805—1814) заменик
  - Андре ди Ђовани (André Di Giovanni) (1814—1821) заменик
  - Антоан Буска (Antoine Busca) (1821—1834) заменик
  - Карло Кандида (Carlo Candida) (1834—1845) заменик
  - Филипе ди Колоредо-Мелс (Philippe di Colloredo-Mels) (1845—1864) заменик
  - Алесандро Борџија (Alessandro Borgia) (1865—1871) заменик
  - Ђовани Батиста Чески а Санта Кроче (Giovanni Battista Ceschi a Santa Croce) (1871—1879) заменик
- Ђовани Батиста Чески а Санта Кроче (Giovanni Battista Ceschi a Santa Croce) (1879—1905)
- Галеацо фон Тун унд Хоенштајн (Galeazzo von Thun und Hohenstein) (1905—1931)
- Лудовико Киђи Албани дела Ровере (Ludovico Chigi Albani della Rovere) (1931—1951)
- Анђело де Мојана ди Колоња (Angelo de Mojana di Cologna) (1962—1988)
- Ендру Вилоуби Ниниан Берти (Andrew Bertie) (1988—2008)
- Метју фестинг (Matthew Festing) (2008—2017)
- Лудвиг Хофман фон Румерштајн (Ludwig Hoffmann von Rumerstein) (2017—данас)